# Ганс Дерш
Ганс Дерш (англ. Hans Dersch, 25 грудня 1967) — американський плавець.
Олімпійський чемпіон 1992 року.
Переможець Панамериканських ігор 1991 року.